# De beste verhalen van Donald Duck
De beste verhalen van Donald Duck is een reeks gebundelde stripverhalen over het Disneypersonage Donald Duck, met werk van de Amerikaanse striptekenaar Carl Barks. De reeks liep vanaf 1975 en stopte in 2010. Er zijn 135 albums verschenen. De stripserie heette eerst De beste verhalen uit het weekblad Donald Duck.

## Albums
De albums tellen afwisselend 48 of 54 pagina's (m.u.v. de 70 pagina's van album 50 en het 96 pagina's tellende laatste album 135) en verder is er altijd een inleiding in te zien.

## Covers
133 van de 135 covers komen van de hand van de Nederlandse striptekenaar Daan Jippes. Kenmerkend aan de covers is dat er altijd op staat: Donald Duck als en dan een beroep of iets anders wat hij uitbeeldt. Dit is niet altijd dezelfde titel als van het openingsverhaal.

## Dagobert Duck in de reeks
De stripreeks Oom Dagobert, avonturen van een Steenrijke Eend bevatte eveneens verhalen van Barks. Dit betrof echter de lange verhalen, waarin Oom Dagobert, samen met Donald Duck en Kwik, Kwek en Kwak, op avontuur gaat. Vanaf deel 31 ging deze serie verder met stripverhalen van andere tekenaars en werden de delen 1 t/m 30 niet meer verkocht. Alle verhalen uit deze delen werden nogmaals gepubliceerd in de reeks De beste verhalen van Donald Duck.

## Donald Duck Collectie
In de jaren 2000 tot 2008 verscheen bij Lekturama de Donald Duck Collectie. In 34 hardcoveruitgaven werden de nummers 1 t/m 133 van de Beste Verhalenserie herdrukt, waarbij behalve in het eerste nummer telkens vier albums van de Beste Verhalen gebundeld werden. 
Een tweede Donald Duck Collectie verscheen in 2009, als cadeau voor abonnees van het Algemeen Dagblad. In 12 delen werden telkens twee nummers van de Beste Verhalen herdrukt.

## Verschenen albums
1. Donald Duck als brandweerman
2. Donald Duck als cowboy
3. Donald Duck als schipper
4. Donald Duck als postbode
5. Donald Duck als slaapwandelaar
6. Donald Duck als fotograaf
7. Donald Duck als kampeerder
8. Donald Duck als nachtwaker
9. Donald Duck als kangoeroe
10. Donald Duck als muzikant
11. Donald Duck als poolreiziger
12. Donald Duck als klusjesman
13. Donald Duck als topverkoper
14. Donald Duck als sportman
15. Donald Duck als kustwachter
16. Donald Duck als circusclown
17. Donald Duck als avonturier
18. Donald Duck als regenmaker
19. Donald Duck als spoorzoeker
20. Donald Duck als wildeman
21. Donald Duck als zeezeiler
22. Donald Duck als goochelaar
23. Donald Duck als Kerstman
24. Donald Duck als walskoning
25. Donald Duck als sheriff
26. Donald Duck als walvisvaarder
27. Donald Duck als eierzoeker
28. Donald Duck als geheim agent
29. Donald Duck als dubbelganger
30. Donald Duck als toneelspeler
31. Donald Duck als moerasgast
32. Donald Duck als superman
33. Donald Duck als maharadja
34. Donald Duck als kwiskandidaat / quizkandidaat
35. Donald Duck als weldoener
36. Donald Duck als roerganger
37. Donald Duck als zandloper
38. Donald Duck als geluksvogel
39. Donald Duck als kwelgeest
40. Donald Duck als kwitantieloper
41. Donald Duck als suikeroom
42. Donald Duck als dagdromer
43. Donald Duck als krachtpatser
44. Donald Duck als strandjutter
45. Donald Duck als taxichauffeur
46. Donald Duck als toerist
47. Donald Duck als verzekeringsagent
48. Donald Duck als spokenvanger
49. Donald Duck als ridder
50. Donald Duck als jubilaris
51. Donald Duck als leeuwentemmer
52. Donald Duck als drijver
53. Donald Duck als stationschef
54. Donald Duck als beeldhouwer
55. Donald Duck als lawaaischopper
56. Donald Duck als verhuizer
57. Donald Duck als banketbakker
58. Donald Duck als makelaar
59. Donald Duck als betweter
60. Donald Duck als koerier
61. Donald Duck als uitvinder
62. Donald Duck als schatgraver
63. Donald Duck als hopman
64. Donald Duck als kabeljauwvanger
65. Donald Duck als slangenbezweerder
66. Donald Duck als supersloper
67. Donald Duck als bokskampioen
68. Donald Duck als wespenjager
69. Donald Duck als astronaut
70. Donald Duck als fakkeldrager
71. Donald Duck als holbewoner
72. Donald Duck als pechvogel
73. Donald Duck als vuurtorenwachter
74. Donald Duck als detective
75. Donald Duck als boogschutter
76. Donald Duck als bermtoerist
77. Donald Duck als zoetekauw
78. Donald Duck als manager
79. Donald Duck als verstekeling
80. Donald Duck als diepzeeduiker
81. Donald Duck als buurman
82. Donald Duck als proefkonijn
83. Donald Duck als journalist
84. Donald Duck als verliezer
85. Donald Duck als stijfkop
86. Donald Duck als tegenstander
87. Donald Duck als valsspeler
88. Donald Duck als kip zonder kop
89. Donald Duck als kerstdiner
90. Donald Duck als specialist
91. Donald Duck als archeoloog
92. Donald Duck als chirurg
93. Donald Duck als zeerover
94. Donald Duck als driekusman
95. Donald Duck als schietschijf
96. Donald Duck als swingvogel
97. Donald Duck als ongelikte beer
98. Donald Duck als suppoost
99. Donald Duck als schipbreukeling
100. Donald Duck als honderdste
101. Donald Duck als vrachtwagenchauffeur
102. Donald Duck als politieagent
103. Donald Duck als stijve hark
104. Donald Duck als zeemeerman
105. Donald Duck als jockey
106. Donald Duck als milieubeschermer
107. Donald Duck als erfgenaam
108. Donald Duck als vreemde eend
109. Donald Duck als bedrieger
110. Donald Duck als hoofdgerecht
111. Donald Duck als speurneus
112. Donald Duck als lijfwacht
113. Donald Duck als goudhaantje
114. Donald Duck als houthakker
115. Donald Duck als goudzoeker
116. Donald Duck als hotelgast
117. Donald Duck als bangerik
118. Donald Duck als toeschouwer
119. Donald Duck als waterdrager
120. Donald Duck als bodyguard
121. Donald Duck als oliesjeik
122. Donald Duck als klager
123. Donald Duck als Spanjool
124. Donald Duck als groentje
125. Donald Duck als snoeper
126. Donald Duck als voorproever
127. Donald Duck als bliksemafleider
128. Donald Duck als telfout
129. Donald Duck als brievenbesteller
130. Donald Duck als landmeter
131. Donald Duck als zweefeend
132. Donald Duck als limonadekoning
133. Donald Duck als lokeend
134. Donald Duck als vaag figuur
135. Donald Duck als allerlaatste?